# Poemenia hectica
Poemenia hectica ist eine Schlupfwespe aus der Tribus Poemeniini innerhalb der Unterfamilie der Poemeniinae. Die Art wurde von Carl Gravenhorst im Jahr 1829 als Ephialtes hectica erstbeschrieben. Das lateinische Art-Epitheton hectica bedeutet „hektisch, geschäftig“. Die Gattung Poemenia ist in Deutschland mit 4 Arten vertreten.

## Merkmale
Die mittelgroßen schlanken Schlupfwespen erreichen eine Körperlänge von 15 mm. Sie besitzen eine schwarze Grundfarbe. Die Fühler sind fast fadenförmig. Die Männchen weisen an den Geißelgliedern 6–8 Tyloide (Drüsenfelder) auf. Der Clypeus ist etwa doppelt so breit wie lang. Die Mandibeln weisen zwei apikale Zähne auf, von denen der obere 1,5-mal so lang wie der untere ist. Die vorderen und mittleren Beine sind überwiegend gelbbraun gefärbt. Deren Trochanteren sowie die apikalen Enden der Coxae und Femora der vorderen und mittleren Beine sind weißlich gelb. Die hinteren Coxae und die hinteren Femora sind gelbrot bis rot gefärbt. Die hinteren Trochanteren, Tibien und Tarsen sowie das apikale Ende der hinteren Femora sind schwarz. Die Bohrerklappen (Ovipositor) der Weibchen haben etwa die 1,1-fache Vorderflügellänge. Die Vorderflügel weisen ein dunkelbraunes Pterostigma sowie ein vierseitiges Areolet (kleine geschlossene Zelle) auf. Die Flügelader 2m-cu weist zwei „Bullae“ auf. Diese sind aus flexiblem Chitin bestehende Stellen, an denen Beugungslinien der Flügel Flügeladern kreuzen.

## Verbreitung
Poemenia hectica besitzt eine transpaläarktische Verbreitung. Die Art ist in Europa weit verbreitet. Ihr Vorkommen reicht von den Britischen Inseln und Fennoskandinavien im Norden bis in den Mittelmeerraum (Spanien, Korsika, Italien, Griechenland) im Süden. Nach Osten erstreckt sich das Vorkommen über den Kaukasus bis in den Fernen Osten (Korea).

## Lebensweise
Man findet die Schlupfwespen in Waldgebieten, insbesondere an Holzstapeln. Sie werden im Tiefland Ende Mai und Anfang September beobachtet, was darauf schließen lässt, dass die Art dort zwei Generationen im Jahr ausbildet. Poemenia hectica wird bis in der subalpinen Höhenstufe angetroffen, dort nur im Hochsommer. Die Schlupfwespen sind idiobionte Ektoparasitoide xylobionter Insektenlarven. Als Wirte gelten verschiedene Bockkäfer wie der Kleine Halsbock (Pseudovadonia livida), der Wacholderbock (Phymatodes glabratum) und Xylariopsis mimica. Das Wirtsspektrum ist aber vermutlich wesentlich breiter.

## Bilder

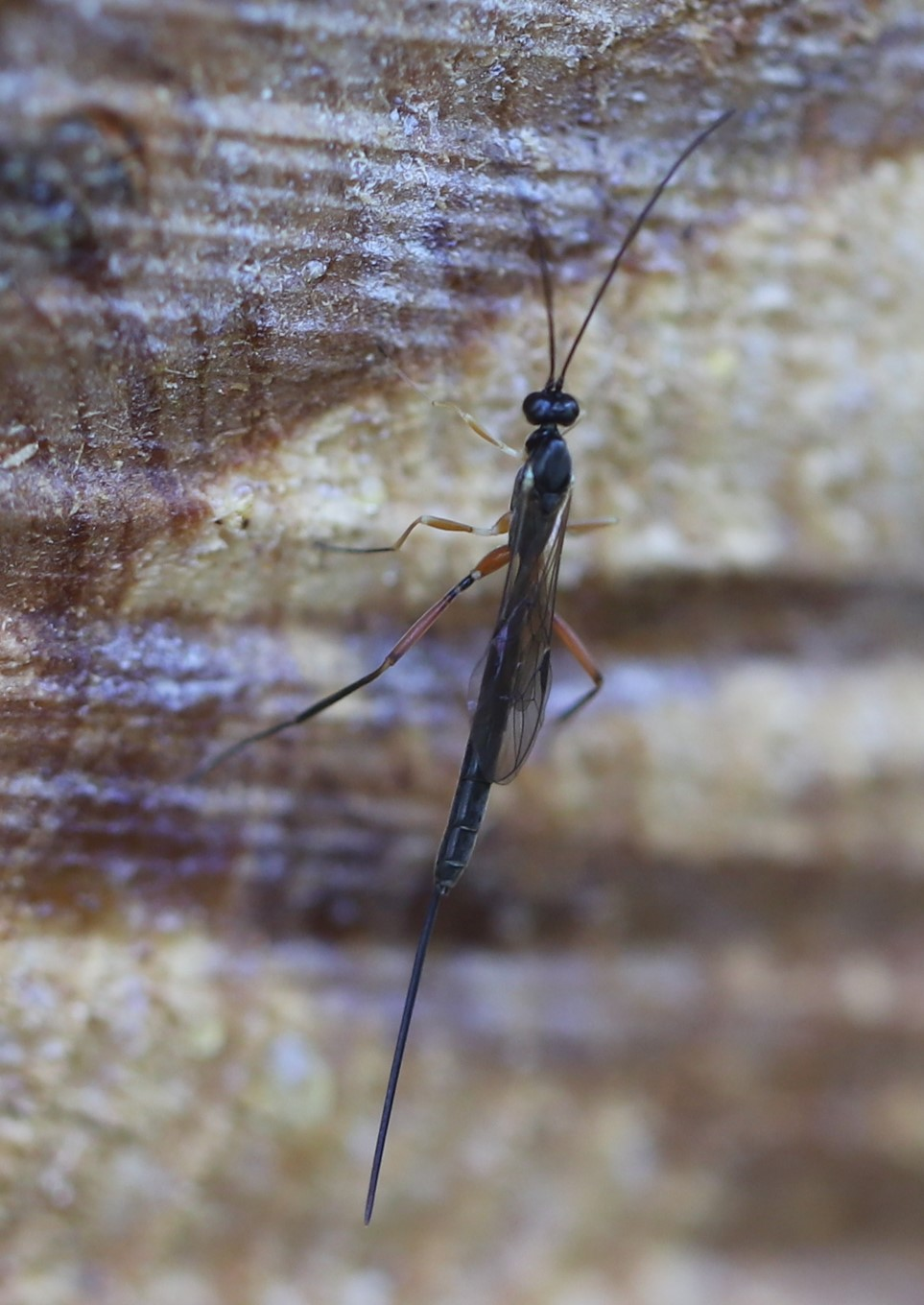
♀
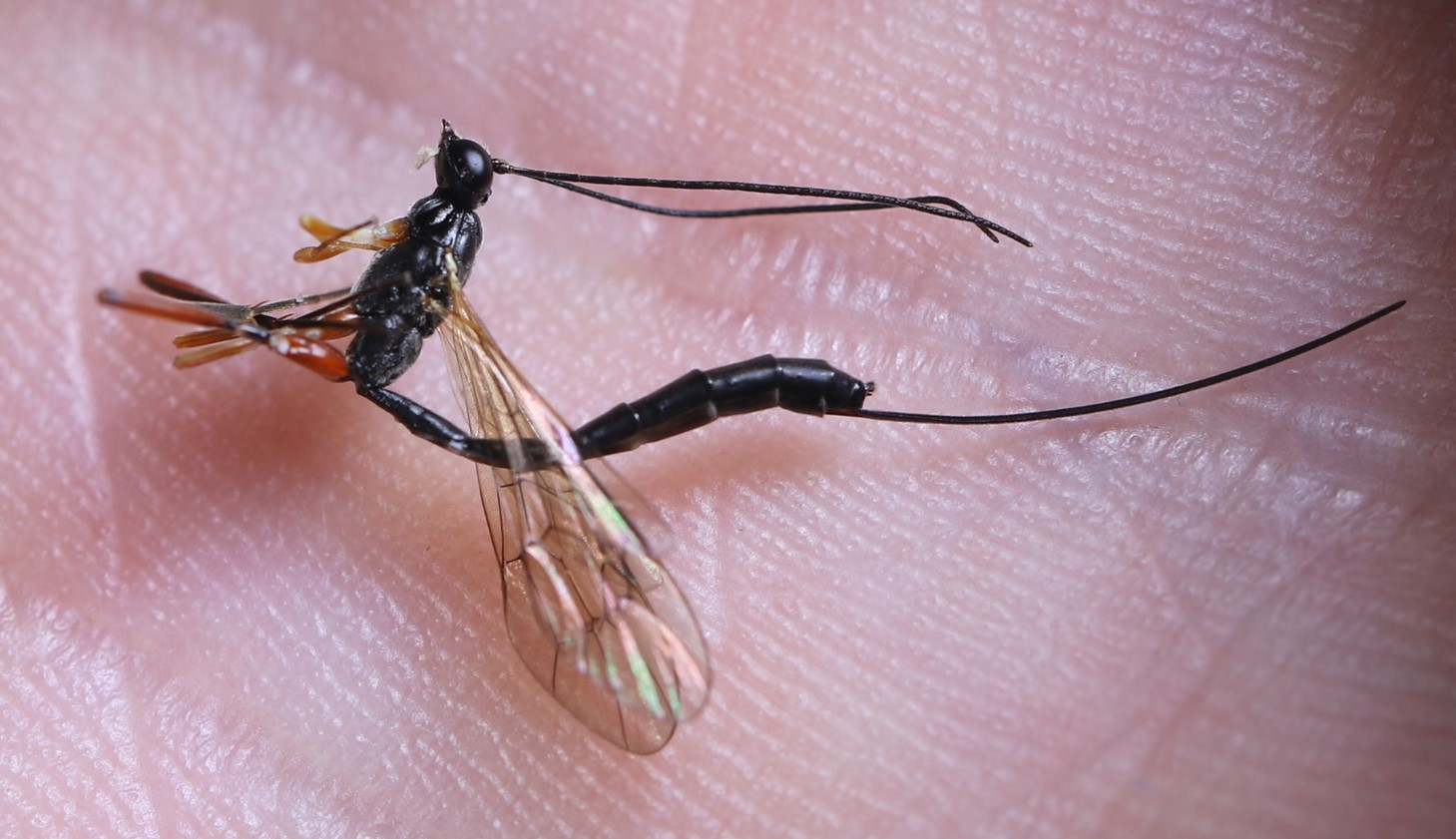
♀ Seitenansicht
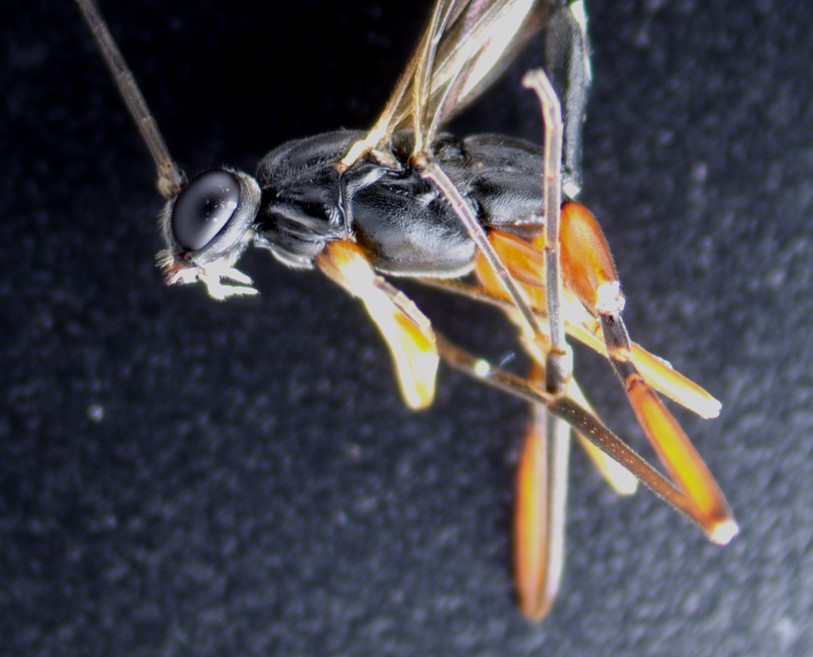
♀ Seitenansicht
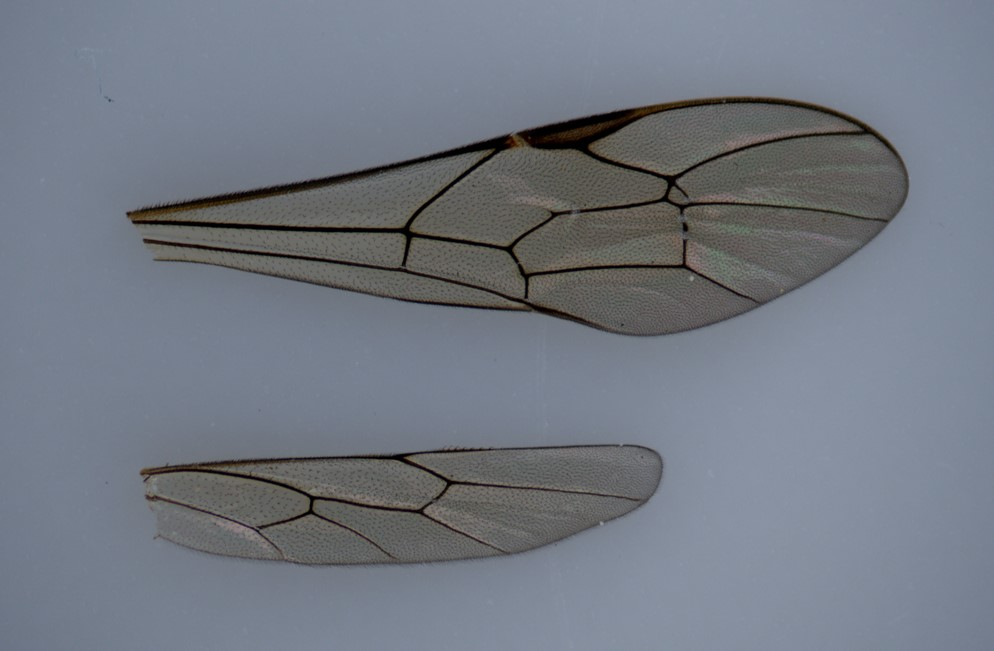
Flügel